# Proiectul „Genomul uman”
Proiectul "Genomul uman" (PGU, engl. Human Genome Project) a fost lansat în toamna anului 1990 cu scopul de a identifica prin secvențare succesiunea celor peste 3 miliarde de perechi de baze azotate ce constituie genomul uman, precum și a identifica cele aproximativ 25000 de gene din genomul uman atât din punct de vedere fizic, cât și funcțional.
Proiectul a fost finalizat în 2003 prin publicarea secvenței genomului uman. Secvența obținută este considerată ca un bun al întregii umanități și a fost depusă în baza de date Genbank a NCBI (U.S. National Center for Biotechnology Information) fiind liber disponibilă.Genomul fiind totalitatea informației genetice (cromozomi, ADN, gene)